# 奨励品種
奨励品種（しょうれいひんしゅ）とは、各都道府県がその都道府県に普及すべき優良な品種として決定した品種のこと。
この対象となる農作物は、米、麦類（小麦、二条大麦、六条大麦、裸麦）、大豆の主要農作物であり、各都道府県がそれぞれ独自に定めることになっている。主要農作物以外に、都道府県により、小豆・菜豆の豆類、バレイショ及び甘ショの芋類、サトウキビ及びテンサイの糖料作物、ソバ等の雑穀類、果樹や飼料用作物などについても定められている場合がある。

## 設定の根拠
奨励品種の登場は、「主要農作物種子法」という法律をその拠りどころとしている。この法律は、「主要農作物の優良な種子の生産及び普及を促進するため、種子の生産についてほ場審査その他の措置を行うこと」を目的としたものであり、その第8条で都道府県には、「主要農作物の優良な品種を決定するため必要な試験を行わなければならない」という義務を課している。
都道府県は主要農作物種子法に基づき、奨励品種選定規程や作物奨励品種規程などという名称の規程でその詳細を決めている。専門の審査会で検討が加えられた上で奨励品種が選定され、それが公表されることになるのが普通である。

## 奨励品種に準じた呼称
都道府県によっては、以下の例のような区分・名称を用いる場合がある。
- 準奨励品種
- 認定品種
- 優良品種
- 推奨品種
- 特定品種

## 優遇施策
奨励品種の栽培を促進するため、国や都道府県ではさまざまな優遇措置を講じることが多い。代表的な例としては、米の政府買入価格の設定がある。生産者が奨励品種を作付することが有利となるよう、非奨励品種とのあいだで差別的な価格体系が存在する。水稲うるち玄米の政府買入価格は、農林水産省経営局長による告示によって決められ、銘柄および等級別でそれぞれの価格が異なる。
たとえば、平成15年産水稲うるち玄米の政府買入価格は、主要食糧の需給及び価格の安定に関する法律第五十九条第二項の規定に基づく平成十五年産米穀の政府買入価格（平成十四年十二月二十日 農林水産省告示第千八百八十六号）で公表されたとおりであった。

## 問題点
近年の動向を見渡すと、奨励品種選定の在り方について、いくつかの問題が指摘されている。
- 奨励品種の選定基準

優秀な品種とは、栽培の難易性や病虫害に対する抵抗性、収量、品質などの点から総合的に判断されるが、どの項目により比重を置くかは政策的な要素も関わってくる。近年は病虫害抵抗性よりも、消費者を意識した食味中心の傾向が強い。
- 栽培品種の画一化

生産する立場としては、奨励品種に指定された品種を好んで作付することになり易い。これは、一般的に奨励品種を栽培することが流通上有利に働くためである。したがって、在来種であっても優秀な品種が見捨てられることがある。
- 食料安全上の不安

同一品種の単一作付は、気候の影響による冷害や干ばつ等の被害拡大を助長させる恐れがある。1993年発生した有名な米不足は、冷害によって発生したいもち病による極端な減収が原因であるが、いもち病に弱いコシヒカリが広範な地域で作付されていたことに起因している。
- 農業施設利用の不経済

栽培品種が集約されると、当然のこととして収穫時期が一時期に集中することになる。収穫された米は、最近カントリーエレベーターで乾燥調製されることが多いが、その処理能力を超過する例が後を絶たず、すでに一部の生産現場では深刻な問題となっている。